# Episteme sumbana
Episteme sumbana is een vlinder uit de familie van de uilen (Noctuidae). De wetenschappelijke naam van de soort is voor het eerst geldig gepubliceerd in 1897 door Lionel Walter Rothschild.

## Ondersoorten
- Episteme sumbana sumbana
- Episteme sumbana floresana Kishida, 2000[2]
  - holotype: "male, 1995"
  - instituut: NSMT, Tokio, Japan
  - typelocatie: "Indonesia, Flores Island"